# Mistrovství světa ve fotbale 2022 – skupina B
Skupina B Mistrovství světa ve fotbale 2022 začala 21. listopadu a skončila 29. listopadu 2022. Skupinu tvoří Anglie, Írán, USA a Wales. Dva nejlepší týmy postoupí do osmifinále.
Tato skupina je všeobecně označována za „skupinu smrti“ tohoto mistrovství světa, protože týmy tvořící tuto skupinu mají nejvyšší průměrné postavení v žebříčku FIFA ze všech ostatních skupin. Další pozoruhodnost vyvolává íránské politické nepřátelství s ostatními členy skupiny, tedy se Spojenými státy a oběma týmy ze Spojeného království, nebo právě „derby“ dvou britských týmů: Anglií a Walesem.

## Týmy
| Výchozí Umístění ve skupině | Tým    | Koš | Federace | Kvalifikoval se jako:               | Datum zajištění účasti | Pořadí účasti na MS | Po sobě jdoucí účasti na MS | Poslední účast | Nejlepší umístění                               | Umístění v žebříčku FIFA | Umístění v žebříčku FIFA |
| Výchozí Umístění ve skupině | Tým    | Koš | Federace | Kvalifikoval se jako:               | Datum zajištění účasti | Pořadí účasti na MS | Po sobě jdoucí účasti na MS | Poslední účast | Nejlepší umístění                               | Březen 2022              | Říjen 2022               |
| --------------------------- | ------ | --- | -------- | ----------------------------------- | ---------------------- | ------------------- | --------------------------- | -------------- | ----------------------------------------------- | ------------------------ | ------------------------ |
| B1                          | Anglie | 1.  | UEFA     | vítěz kvalifikační skupiny I (UEFA) | 15. listopadu 2021     | 16.                 | 7                           | 2018           | Vítězové (1966)                                 | 5.                       | 5.                       |
| B2                          | Írán   | 3.  | AFC      | Vítěz kvalifikační skupiny A (AFC)  | 27. ledna 2022         | 6.                  | 3                           | 2018           | Základní skupina (1978, 1998, 2006, 2014, 2018) | 21.                      | 20.                      |
| B3                          | USA    | 2.  | CONCACAF | Vítěz třetí fáze CONCACAF           | 30. března 2022        | 11.                 | 1.                          | 2014           | Bronz (1930)                                    | 15.                      | 16.                      |
| B4                          | Wales  | 4.  | UEFA     | Vítěz baráže UEFA                   | 5. června 2022         | 2.                  | 1.                          | 1958           | Čtvrtfinále (1958)                              | 18.                      | 19.                      |

## Tabulka
| Tým    | Z | V | R | P | VG | IG | +/- | B |
| ------ | - | - | - | - | -- | -- | --- | - |
| Anglie | 3 | 2 | 1 | 0 | 9  | 2  | +7  | 7 |
| USA    | 3 | 1 | 2 | 0 | 2  | 1  | +1  | 5 |
| Írán   | 3 | 1 | 0 | 2 | 4  | 7  | -3  | 3 |
| Wales  | 3 | 0 | 1 | 2 | 1  | 6  | -5  | 1 |

## Zápasy
1. kolo

### Anglie – Írán
| 21. listopadu 2022 14:00 (UTC+3)                                                                     |        |                                 |                                                                            |
| Anglie                                                                                               | 6 : 2  | Írán                            | Chalífův mezinárodní stadion, Dauhá diváci: 45 334 rozhodčí: Raphael Claus |
| Jude Bellingham 35' Bukayo Saka 43', 62' Raheem Sterling 45+1' Marcus Rashford 71' Jack Grealish 90' | Zpráva | 65', 90+13' (pen.) Mahdí Taremí | Chalífův mezinárodní stadion, Dauhá diváci: 45 334 rozhodčí: Raphael Claus |

| Anglie | Írán |

| BR               | 1  | Jordan Pickford |  |     |
| PO               | 12 | Kieran Trippier |  |     |
| SO               | 5  | John Stones     |  |     |
| SO               | 6  | Harry Maguire   |  | 70' |
| LO               | 3  | Luke Shaw       |  |     |
| SZ               | 22 | Jude Bellingham |  |     |
| SZ               | 4  | Declan Rice     |  |     |
| PK               | 17 | Bukayo Saka     |  | 70' |
| OZ               | 19 | Mason Mount     |  | 70' |
| LK               | 10 | Raheem Sterling |  | 70' |
| SÚ               | 9  | Harry Kane (c)  |  | 75' |
| Střídající:      |    |                 |  |     |
| OB               | 15 | Eric Dier       |  | 70' |
| ÚT               | 11 | Marcus Rashford |  | 70' |
| ZÁ               | 20 | Phil Foden      |  | 70' |
| ÚT               | 7  | Jack Grealish   |  | 70' |
| ÚT               | 24 | Callum Wilson   |  | 75' |
| Trenér:          |    |                 |  |     |
| Gareth Southgate |    |                 |  |     |

| BR             | 1  | Alírezá Baíranvánd   |     | 20' |
| PO             | 2  | Sadég Moharamí       |     |     |
| SO             | 15 | Rúzbe Češmí          |     | 46' |
| SO             | 19 | Madžíd Hosejní       |     |     |
| LO             | 5  | Mílad Mohammadí      |     | 63' |
| SZ             | 21 | Ahmád Nourolláhí     |     | 77' |
| SZ             | 3  | Ehsán Hadžsáfí (c)   |     |     |
| SZ             | 18 | Alí Karimí           |     | 46' |
| PÚ             | 7  | Alírezá Džahánbachš  | 25' | 46' |
| SÚ             | 9  | Mahdí Taremí         |     |     |
| LÚ             | 8  | Mortezá Púralígandží | 48' |     |
| Střídající:    |    |                      |     |     |
| BR             | 24 | Hosejn Hosejní       |     | 20' |
| ZÁ             | 6  |                      |     |     |
| OB             | 13 | Hosejn Kanánizadégan |     | 46' |
| ZÁ             | 17 | Alí Gholízáde        |     | 46' |
| ZÁ             | 16 | Mahdí Torabí         |     | 63' |
| ÚT             | 20 | Sardár Azmún         |     | 77' |
| Trenér:        |    |                      |     |     |
| Carlos Queiroz |    |                      |     |     |

| Muž zápasu: Bukayo Saka Asistenti rozhodčího: Rodrigo Figueiredo Danilo Simon Manis Čtvrtý rozhodčí: Kevin Ortega Náhradní rozhodčí: Michael Orué Videorozhodčí: Leodán González Asistenti videorozhodčího: Julio Bascuñán Martín Soppi Juan Martínez Munuera Juan Pablo Belatti |

### USA - Wales
| 21. listopadu 2022 20:00 (UTC+3) |        |                        |                                                                                |
| USA                              | 1 : 1  | Wales                  | Stadion Ahmada bin Alího, Al Raján diváci: 43 418 rozhodčí: Abdulrahmán Džasím |
| Timothy Weah 36'                 | Zpráva | 82' (pen.) Gareth Bale | Stadion Ahmada bin Alího, Al Raján diváci: 43 418 rozhodčí: Abdulrahmán Džasím |

| USA | Wales |

| G               | 1  | Matt Turner       |        |     |
| PO              | 2  | Sergiño Dest      | 11'    | 74' |
| SO              | 3  | Walker Zimmerman  |        |     |
| SO              | 13 | Tim Ream          | 51'    |     |
| LO              | 5  | Antonee Robinson  |        |     |
| SZ              | 6  | Yunus Musah       |        | 74' |
| SZ              | 4  | Tyler Adams (c)   |        |     |
| SZ              | 8  | Weston McKennie   | 13'    | 66' |
| PÚ              | 21 | Timothy Weah      |        | 88' |
| SÚ              | 24 | Josh Sargent      |        | 74' |
| LÚ              | 10 | Christian Pulišić |        |     |
| Nahrazující:    |    |                   |        |     |
| Ú               | 11 | Brenden Aaronson  |        | 66' |
| Ú               | 19 | Haji Wright       |        | 74' |
| O               | 22 | DeAndre Yedlin    |        | 74' |
| Z               | 23 | Kellyn Acosta     | 90+10' | 74' |
| Ú               | 16 | Jordan Morris     |        | 88' |
| Trenér:         |    |                   |        |     |
| Gregg Berhalter |    |                   |        |     |

| G            | 1  | Wayne Hennessey |       |       |
| SO           | 5  | Chris Mepham    | 45+2' |       |
| SO           | 6  | Joe Rodon       |       |       |
| SO           | 4  | Ben Davies      |       |       |
| DZ           | 10 | Aaron Ramsey    |       |       |
| SZ           | 15 | Ethan Ampadu    |       | 90+5' |
| SZ           | 8  | Harry Wilson    |       | 90+3' |
| PÚ           | 14 | Connor Roberts  |       |       |
| LÚ           | 3  | Neco Williams   |       | 79'   |
| SÚ           | 11 | Gareth Bale (c) | 40'   |       |
| SÚ           | 20 | Daniel James    |       | 46'   |
| Nahrazující: |    |                 |       |       |
| Ú            | 13 | Kieffer Moore   |       | 46'   |
| Ú            | 9  | Brennan Johnson |       | 79'   |
| Z            | 22 | Sorba Thomas    |       | 90+3' |
| Z            | 16 | Joe Morrell     |       | 90+5' |
| Trenér:      |    |                 |       |       |
| Rob Page     |    |                 |       |       |

| Muž zápasu: Gareth Bale Asistenti rozhodčího: Taleb Al-Marri Saud Al-Maqaleh Čtvrtý rozhodčí: Ma Ning Náhradní rozhodčí: Cao Yi Videorozhodčí: Abdulla Al-Marri Asistenti videorozhodčího: Rédouane Jiyed Mokrane Gourari Adil Zourak |

2. kolo

### Wales - Írán
| 25. listopadu 2022 11:00 (UTC+3) |        |                                         |                                                                           |
| Wales                            | 0 : 2  | Írán                                    | Stadion Ahmada bin Alího, Al Raján diváci: 40 875 rozhodčí: Mario Escobar |
|                                  | Zpráva | 90+8' Rúzbe Češmí 90+11' Rámín Rezajíán | Stadion Ahmada bin Alího, Al Raján diváci: 40 875 rozhodčí: Mario Escobar |

| Wales | Írán |

| BR           | 1  | Wayne Hennessey | 85'   |     |
| SO           | 5  | Chris Mepham    |       |     |
| SO           | 6  | Joe Rodon       | 45+3' |     |
| SO           | 4  | Ben Davies      |       |     |
| DZ           | 15 | Ethan Ampadu    |       | 77' |
| SZ           | 10 | Aaron Ramsey    |       | 87' |
| SZ           | 8  | Harry Wilson    |       | 57' |
| PK           | 14 | Connor Roberts  |       | 57' |
| LK           | 3  | Neco Williams   |       |     |
| SÚ           | 11 | Gareth Bale (c) |       |     |
| SÚ           | 13 | Kieffer Moore   |       |     |
| Nahrazující: |    |                 |       |     |
| ÚT           | 9  | Brennan Johnson |       | 57' |
| ÚT           | 20 | Daniel James    |       | 57' |
| ZÁ           | 7  | Joe Allen       |       | 77' |
| BR           | 12 | Danny Ward      |       | 77' |
| Trenér:      |    |                 |       |     |
| Rob Page     |    |                 |       |     |

| BR             | 24 | Hosejn Hosejní       |       |     |
| PO             | 23 | Rámín Rezajíán       | 90+5' |     |
| SO             | 8  | Mortezá Púralígandží |       |     |
| SO             | 19 | Madžíd Hosejní       |       |     |
| LO             | 5  | Mílad Mohammadí      |       |     |
| PZ             | 17 | Alí Gholízáde        |       | 77' |
| SZ             | 21 | Ahmád Nourolláhí     |       | 77' |
| SZ             | 6  | Sajjed Ezatolahí     |       | 83' |
| LZ             | 3  | Ehsán Hadžsáfí (c)   |       | 77' |
| SÚ             | 20 | Sardár Azmún         |       | 68' |
| SÚ             | 9  | Mahdí Taremí         |       |     |
| Nahrazující:   |    |                      |       |     |
| ÚT             | 10 | Karím Ansárífárd     |       | 68' |
| ZÁ             | 7  | Alírezá Džahánbachš  | 90+5' | 77' |
| ZÁ             | 16 | Mahdí Torabí         |       | 77' |
| OB             | 15 | Rúzbe Češmí          |       | 77' |
| ZÁ             | 18 | Alí Karimí           |       | 83' |
| Trenér:        |    |                      |       |     |
| Carlos Queiroz |    |                      |       |     |

| Muž zápasu: Rúzbe Češmí Asistenti rozhodčího: Caleb Wales Juan Carlos Mora Čtvrtý rozhodčí: Maguette N'Diaye Náhradní rozhodčí: Djibril Camara Videorozhodčí: Drew Fischer Asistenti videorozhodčího: Fernando Guerrero Nicolás Taran Adil Zourak |

### Anglie - USA
| 25. listopadu 2022 20:00 (UTC+3) |        |     |                                                                 |
| Anglie                           | 0 : 0  | USA | Stadion Bajt, Al Chúr diváci: 68 463 rozhodčí: Jesús Valenzuela |
|                                  | Zpráva |     | Stadion Bajt, Al Chúr diváci: 68 463 rozhodčí: Jesús Valenzuela |

| Anglie | USA |

| BR               | 1  | Jordan Pickford  |  |     |
| PO               | 12 | Kieran Trippier  |  |     |
| SO               | 5  | John Stones      |  |     |
| SO               | 6  | Harry Maguire    |  |     |
| LO               | 3  | Luke Shaw        |  |     |
| SZ               | 22 | Jude Bellingham  |  | 68' |
| SZ               | 4  | Declan Rice      |  |     |
| SZ               | 19 | Mason Mount      |  |     |
| PÚ               | 17 | Bukayo Saka      |  | 77' |
| SÚ               | 9  | Harry Kane (c)   |  |     |
| LÚ               | 10 | Raheem Sterling  |  | 68' |
| Nahrazující:     |    |                  |  |     |
| ÚT               | 7  | Jack Grealish    |  | 68' |
| ZÁ               | 8  | Jordan Henderson |  | 68' |
| ÚT               | 11 | Marcus Rashford  |  | 77' |
| Trenér:          |    |                  |  |     |
| Gareth Southgate |    |                  |  |     |

| BR              | 1  | Matt Turner       |  |     |
| PO              | 2  | Sergiño Dest      |  | 77' |
| SO              | 3  | Walker Zimmerman  |  |     |
| SO              | 13 | Tim Ream          |  |     |
| LO              | 5  | Antonee Robinson  |  |     |
| SZ              | 8  | Weston McKennie   |  | 77' |
| SZ              | 4  | Tyler Adams (c)   |  |     |
| SZ              | 6  | Yunus Musah       |  |     |
| PÚ              | 21 | Timothy Weah      |  | 83' |
| SÚ              | 19 | Haji Wright       |  | 83' |
| LÚ              | 10 | Christian Pulišić |  |     |
| Nahrazující:    |    |                   |  |     |
| ÚT              | 11 | Brenden Aaronson  |  | 77' |
| OB              | 18 | Shaq Moore        |  | 77' |
| ÚT              | 7  | Giovanni Reyna    |  | 83' |
| ÚT              | 24 | Josh Sargent      |  | 83' |
| Trenér:         |    |                   |  |     |
| Gregg Berhalter |    |                   |  |     |

| Muž zápasu: Christian Pulišić Asistenti rozhodčího: Jorge Urrego Tulio Moreno Čtvrtý rozhodčí: Jošimi Jamašitaová Náhradní rozhodčí: Neuza Backová Videorozhodčí: Juan Soto Asistenti videorozhodčího: Nicolás Gallo Diego Bonfá Julio Bascuñán |

3. kolo

### Wales - Anglie
| 29. listopadu 2022 20:00 (UTC+3) |        |                                         |                                                                           |
| Wales                            | 0 : 3  | Anglie                                  | Stadion Ahmada bin Alího, Al Raján diváci: 44 297 rozhodčí: Slavko Vinčić |
|                                  | Zpráva | 50', 68' Marcus Rashford 52' Phil Foden | Stadion Ahmada bin Alího, Al Raján diváci: 44 297 rozhodčí: Slavko Vinčić |

| Wales | Anglie |

| BR           | 12 | Danny Ward      |     |     |
| PO           | 3  | Neco Williams   |     | 36' |
| SO           | 5  | Chris Mepham    |     |     |
| SO           | 6  | Joe Rodon       |     |     |
| LO           | 4  | Ben Davies      |     | 57' |
| DZ           | 15 | Ethan Ampadu    |     |     |
| SZ           | 10 | Aaron Ramsey    | 61' |     |
| SZ           | 7  | Joe Allen       |     | 81' |
| PÚ           | 11 | Gareth Bale (c) |     | 46' |
| SÚ           | 13 | Kieffer Moore   |     |     |
| LÚ           | 20 | Daniel James    | 29' | 77' |
| Nahrazující: |    |                 |     |     |
| OB           | 14 | Connor Roberts  |     | 36' |
| ÚT           | 9  | Brennan Johnson |     | 46' |
| ZÁ           | 16 | Joe Morrell     |     | 57' |
| ZÁ           | 8  | Harry Wilson    |     | 77' |
| ZÁ           | 25 | Rubin Colwill   |     | 81' |
| Trenér:      |    |                 |     |     |
| Rob Page     |    |                 |     |     |

| BR               | 1  | Jordan Pickford        |  |     |
| PO               | 2  | Kyle Walker            |  | 57' |
| SO               | 5  | John Stones            |  |     |
| SO               | 6  | Harry Maguire          |  |     |
| LO               | 3  | Luke Shaw              |  | 65' |
| DZ               | 4  | Declan Rice            |  | 57' |
| SZ               | 8  | Jordan Henderson       |  |     |
| SZ               | 22 | Jude Bellingham        |  |     |
| PÚ               | 20 | Phil Foden             |  |     |
| SÚ               | 9  | Harry Kane (c)         |  | 57' |
| LÚ               | 11 | Marcus Rashford        |  | 75' |
| Nahrazující:     |    |                        |  |     |
| OB               | 18 | Trent Alexander-Arnold |  | 57' |
| ÚT               | 24 | Callum Wilson          |  | 57' |
| ZÁ               | 14 | Kalvin Phillips        |  | 57' |
| OB               | 12 | Kieran Trippier        |  | 65' |
| ÚT               | 7  | Jack Grealish          |  | 75' |
| Trenér:          |    |                        |  |     |
| Gareth Southgate |    |                        |  |     |

| Muž zápasu: Marcus Rashford Asistenti rozhodčího: Tomaž Klančnik Andraž Kovači Čtvrtý rozhodčí: Jošimi Jamašitaová Náhradní rozhodčí: Karen Díaz Medina Videorozhodčí: Marco Fritz Asistenti videorozhodčího: Paolo Valeri Paweł Sokolnicki Bastian Dankert |

### Írán - USA
| 29. listopadu 2022 20:00 (UTC+3) |        |                       |                                                                        |
| Írán                             | 0 : 1  | USA                   | Al Thumama Stadium, Dauhá diváci: 42 127 rozhodčí: Antonio Mateu Lahoz |
|                                  | Zpráva | 38' Christian Pulišić | Al Thumama Stadium, Dauhá diváci: 42 127 rozhodčí: Antonio Mateu Lahoz |

| Írán | USA |

| BR                          | 1  | Alírezá Baíranvánd   |       |       |
| PO                          | 23 | Rámín Rezajíán       |       |       |
| SO                          | 19 | Madžíd Hosejní       | 77'   |       |
| SO                          | 8  | Mortezá Púralígandží |       |       |
| LO                          | 5  | Mílad Mohammadí      |       | 45+2' |
| PZ                          | 17 | Alí Gholízáde        | 77'   |       |
| SZ                          | 6  | Sajjed Ezatolahí     |       |       |
| SZ                          | 21 | Ahmád Nourolláhí     |       | 71'   |
| LZ                          | 3  | Ehsán Hadžsáfí (c)   |       | 71'   |
| DÚ                          | 9  | Mahdí Taremí         |       |       |
| SÚ                          | 20 | Sardár Azmún         |       | 46'   |
| Nahrazující:                |    |                      |       |       |
| ZÁ                          | 18 | Alí Karimí           |       | 45+2' |
| ZÁ                          | 14 | Sámán Ghoddos        |       | 46'   |
| ZÁ                          | 16 | Mahdí Torabí         |       | 71'   |
| OB                          | 25 | Abolfázl Džalálí     | 90+6' | 71'   |
| ÚT                          | 10 | Karím Ansárífárd     |       | 77'   |
| Ostatní disciplinární akce: |    |                      |       |       |
| OB                          | 13 | Hosejn Kanánizadégan | 83'   |       |
| Trenér:                     |    |                      |       |       |
| Carlos Queiroz              |    |                      |       |       |

| BR              | 1  | Matt Turner            |     |     |
| PO              | 2  | Sergiño Dest           |     | 82' |
| SO              | 20 | Cameron Carter-Vickers |     |     |
| SO              | 13 | Tim Ream               |     |     |
| LO              | 5  | Antonee Robinson       |     |     |
| DZ              | 4  | Tyler Adams (c)        | 43' |     |
| SZ              | 6  | Yunus Musah            |     |     |
| SZ              | 8  | Weston McKennie        |     | 65' |
| PÚ              | 21 | Timothy Weah           |     | 82' |
| SÚ              | 24 | Josh Sargent           |     | 77' |
| LÚ              | 10 | Christian Pulišić      |     | 46' |
| Nahrazující:    |    |                        |     |     |
| ÚT              | 11 | Brenden Aaronson       |     | 46' |
| ZÁ              | 23 | Kellyn Acosta          |     | 65' |
| ÚT              | 19 | Haji Wright            |     | 77' |
| OB              | 18 | Shaq Moore             |     | 82' |
| OB              | 3  | Walker Zimmerman       |     | 82' |
| Trenér:         |    |                        |     |     |
| Gregg Berhalter |    |                        |     |     |

| Muž zápasu: Christian Pulišić Asistenti rozhodčího: Pau Cebrián Deví Roberto Díaz Pérez del Paloma Čtvrtý rozhodčí: Kevin Ortega Náhradní rozhodčí: Jesús Sánchez Videorozhodčí: Juan Martínez Munuera Asistenti videorozhodčího: Ricardo de Burgos Bengoetxea Neuza Back Alejandro Hernández Hernández |

Poznámky
1. ↑  Hosejn Kanánizadégan obdržel žlutou kartu na lavičce, i přes to, že do zápasu nenastoupil.

## Disciplína
Body fair play se použijí jako rozhodující, pokud jsou celkové a vzájemné výsledky týmů vyrovnané. Ty se vypočítávají na základě žlutých a červených karet obdržených ve všech zápasech skupiny takto:
- první žlutá karta: - 1 bod;
- nepřímá červená karta (druhá žlutá karta): - 3 body;
- přímá červená karta: - 4 body;
- žlutá karta a přímá červená karta: - 5 bodů;

V jednom zápase lze na hráče uplatnit pouze jeden z výše uvedených odečtů.
| Tým    | 1. Kolo | 1. Kolo                                                    | 1. Kolo   | 1. Kolo                         | 2. Kolo | 2. Kolo                                                    | 2. Kolo   | 2. Kolo                         | 3. Kolo | 3. Kolo                                                    | 3. Kolo   | 3. Kolo                         | Body |
| Tým    |         | Žlutá karta udělena · Žlutá karta udělena opět · Vyloučení | Vyloučení | Žlutá karta udělena · Vyloučení |         | Žlutá karta udělena · Žlutá karta udělena opět · Vyloučení | Vyloučení | Žlutá karta udělena · Vyloučení |         | Žlutá karta udělena · Žlutá karta udělena opět · Vyloučení | Vyloučení | Žlutá karta udělena · Vyloučení | Body |
| ------ | ------- | ---------------------------------------------------------- | --------- | ------------------------------- | ------- | ---------------------------------------------------------- | --------- | ------------------------------- | ------- | ---------------------------------------------------------- | --------- | ------------------------------- | ---- |
| Anglie |         |                                                            |           |                                 |         |                                                            |           |                                 |         |                                                            |           |                                 | 0    |
| USA    | 4       |                                                            |           |                                 |         |                                                            |           |                                 | 1       |                                                            |           |                                 | −5   |
| Írán   | 2       |                                                            |           |                                 | 2       |                                                            |           |                                 | 3       |                                                            |           |                                 | −7   |
| Wales  | 2       |                                                            |           |                                 | 1       |                                                            | 1         |                                 | 2       |                                                            |           |                                 | −9   |